# Lista planetelor minore/164401–164500
Aceasta este Lista planetelor minore/164401–164500; pentru a naviga prin lista completă vezi Lista planetelor minore.
Pentru ale detalii vezi și Proiect:Astronomie sau Portal:Astronomie.
| Nume     | Denumire provizorie | Data descoperirii | Locul descoperirii | Descoperitor(i)        |
| -------- | ------------------- | ----------------- | ------------------ | ---------------------- |
| 164401 - | 2005 GU69           | 4 aprilie 2005    | Kitt Peak          | Spacewatch             |
| 164402 - | 2005 GT104          | 10 aprilie 2005   | Kitt Peak          | Spacewatch             |
| 164403 - | 2005 GR170          | 12 aprilie 2005   | Socorro            | LINEAR                 |
| 164404 - | 2005 JJ158          | 6 mai 2005        | Catalina           | CSS                    |
| 164405 - | 2005 UK504          | 24 octombrie 2005 | Mauna Kea⁠(d)       | D. J. Tholen⁠(d)        |
| 164406 - | 2005 UV504          | 24 octombrie 2005 | Mauna Kea          | D. J. Tholen           |
| 164407 - | 2005 YB207          | 27 decembrie 2005 | Mount Lemmon       | Mount Lemmon Survey⁠(d) |
| 164408 - | 2005 YA215          | 30 decembrie 2005 | Catalina           | CSS                    |
| 164409 - | 2005 YY237          | 28 decembrie 2005 | Mount Lemmon       | Mount Lemmon Survey⁠(d) |
| 164410 - | 2005 YT248          | 27 decembrie 2005 | Kitt Peak          | Spacewatch             |
| 164411 - | 2006 AP35           | 4 ianuarie 2006   | Mount Lemmon       | Mount Lemmon Survey⁠(d) |
| 164412 - | 2006 AE71           | 6 ianuarie 2006   | Kitt Peak          | Spacewatch             |
| 164413 - | 2006 AW75           | 4 ianuarie 2006   | Catalina           | CSS                    |
| 164414 - | 2006 BK6            | 19 ianuarie 2006  | Catalina           | CSS                    |
| 164415 - | 2006 BC34           | 21 ianuarie 2006  | Kitt Peak          | Spacewatch             |
| 164416 - | 2006 BA51           | 25 ianuarie 2006  | Catalina           | CSS                    |
| 164417 - | 2006 BM57           | 23 ianuarie 2006  | Kitt Peak          | Spacewatch             |
| 164418 - | 2006 BU90           | 26 ianuarie 2006  | Kitt Peak          | Spacewatch             |
| 164419 - | 2006 BW94           | 26 ianuarie 2006  | Kitt Peak          | Spacewatch             |
| 164420 - | 2006 BH97           | 26 ianuarie 2006  | Kitt Peak          | Spacewatch             |
| 164421 - | 2006 BJ98           | 27 ianuarie 2006  | Mount Lemmon       | Mount Lemmon Survey⁠(d) |
| 164422 - | 2006 BH123          | 26 ianuarie 2006  | Kitt Peak          | Spacewatch             |
| 164423 - | 2006 BZ136          | 28 ianuarie 2006  | Mount Lemmon       | Mount Lemmon Survey⁠(d) |
| 164424 - | 2006 BP138          | 28 ianuarie 2006  | Mount Lemmon       | Mount Lemmon Survey    |
| 164425 - | 2006 BH140          | 21 ianuarie 2006  | Mount Lemmon       | Mount Lemmon Survey    |
| 164426 - | 2006 BF183          | 27 ianuarie 2006  | Mount Lemmon       | Mount Lemmon Survey    |
| 164427 - | 2006 BZ190          | 28 ianuarie 2006  | Kitt Peak          | Spacewatch             |
| 164428 - | 2006 BK241          | 31 ianuarie 2006  | Kitt Peak          | Spacewatch             |
| 164429 - | 2006 BU261          | 31 ianuarie 2006  | Kitt Peak          | Spacewatch             |
| 164430 - | 2006 BW267          | 26 ianuarie 2006  | Catalina           | CSS                    |
| 164431 - | 2006 BL274          | 27 ianuarie 2006  | Mount Lemmon       | Mount Lemmon Survey⁠(d) |
| 164432 - | 2006 CF23           | 1 februarie 2006  | Kitt Peak          | Spacewatch             |
| 164433 - | 2006 CJ40           | 2 februarie 2006  | Mount Lemmon       | Mount Lemmon Survey⁠(d) |
| 164434 - | 2006 CS58           | 5 februarie 2006  | Mount Lemmon       | Mount Lemmon Survey    |
| 164435 - | 2006 CZ60           | 6 februarie 2006  | Anderson Mesa      | LONEOS                 |
| 164436 - | 2006 CF62           | 13 februarie 2006 | Palomar            | NEAT                   |
| 164437 - | 2006 CP65           | 1 februarie 2006  | Kitt Peak          | Spacewatch             |
| 164438 - | 2006 DS             | 20 februarie 2006 | Kitt Peak          | Spacewatch             |
| 164439 - | 2006 DM6            | 20 februarie 2006 | Catalina           | CSS                    |
| 164440 - | 2006 DK14           | 22 februarie 2006 | Catalina           | CSS                    |
| 164441 - | 2006 DX22           | 20 februarie 2006 | Kitt Peak          | Spacewatch             |
| 164442 - | 2006 DR31           | 20 februarie 2006 | Mount Lemmon       | Mount Lemmon Survey⁠(d) |
| 164443 - | 2006 DH35           | 20 februarie 2006 | Kitt Peak          | Spacewatch             |
| 164444 - | 2006 DZ38           | 21 februarie 2006 | Kitt Peak          | Spacewatch             |
| 164445 - | 2006 DC39           | 21 februarie 2006 | Mount Lemmon       | Mount Lemmon Survey⁠(d) |
| 164446 - | 2006 DO41           | 23 februarie 2006 | Anderson Mesa      | LONEOS                 |
| 164447 - | 2006 DD44           | 20 februarie 2006 | Catalina           | CSS                    |
| 164448 - | 2006 DX46           | 20 februarie 2006 | Kitt Peak          | Spacewatch             |
| 164449 - | 2006 DJ57           | 24 februarie 2006 | Catalina           | CSS                    |
| 164450 - | 2006 DZ57           | 24 februarie 2006 | Mount Lemmon       | Mount Lemmon Survey⁠(d) |
| 164451 - | 2006 DW60           | 24 februarie 2006 | Kitt Peak          | Spacewatch             |
| 164452 - | 2006 DF62           | 22 februarie 2006 | Socorro            | LINEAR                 |
| 164453 - | 2006 DH65           | 20 februarie 2006 | Catalina           | CSS                    |
| 164454 - | 2006 DM65           | 21 februarie 2006 | Catalina           | CSS                    |
| 164455 - | 2006 DY66           | 22 februarie 2006 | Anderson Mesa      | LONEOS                 |
| 164456 - | 2006 DG88           | 24 februarie 2006 | Kitt Peak          | Spacewatch             |
| 164457 - | 2006 DN89           | 24 februarie 2006 | Kitt Peak          | Spacewatch             |
| 164458 - | 2006 DN91           | 24 februarie 2006 | Kitt Peak          | Spacewatch             |
| 164459 - | 2006 DX97           | 24 februarie 2006 | Kitt Peak          | Spacewatch             |
| 164460 - | 2006 DS113          | 27 februarie 2006 | Kitt Peak          | Spacewatch             |
| 164461 - | 2006 DR129          | 25 februarie 2006 | Kitt Peak          | Spacewatch             |
| 164462 - | 2006 DW148          | 25 februarie 2006 | Kitt Peak          | Spacewatch             |
| 164463 - | 2006 DE152          | 25 februarie 2006 | Kitt Peak          | Spacewatch             |
| 164464 - | 2006 DE153          | 25 februarie 2006 | Kitt Peak          | Spacewatch             |
| 164465 - | 2006 DX153          | 25 februarie 2006 | Kitt Peak          | Spacewatch             |
| 164466 - | 2006 DS156          | 27 februarie 2006 | Kitt Peak          | Spacewatch             |
| 164467 - | 2006 DN193          | 27 februarie 2006 | Kitt Peak          | Spacewatch             |
| 164468 - | 2006 DS197          | 24 februarie 2006 | Palomar            | NEAT                   |
| 164469 - | 2006 DC199          | 28 februarie 2006 | Socorro            | LINEAR                 |
| 164470 - | 2006 DN200          | 24 februarie 2006 | Palomar            | NEAT                   |
| 164471 - | 2006 DP207          | 25 februarie 2006 | Mount Lemmon       | Mount Lemmon Survey⁠(d) |
| 164472 - | 2006 DE210          | 20 februarie 2006 | Kitt Peak          | Spacewatch             |
| 164473 - | 2006 EV1            | 3 martie 2006     | Nyukasa⁠(d)         | Nyukasa⁠(d)             |
| 164474 - | 2006 EB16           | 2 martie 2006     | Kitt Peak          | Spacewatch             |
| 164475 - | 2006 EV19           | 2 martie 2006     | Kitt Peak          | Spacewatch             |
| 164476 - | 2006 EM25           | 3 martie 2006     | Kitt Peak          | Spacewatch             |
| 164477 - | 2006 EF30           | 3 martie 2006     | Socorro            | LINEAR                 |
| 164478 - | 2006 FO8            | 23 martie 2006    | Mount Lemmon       | Mount Lemmon Survey⁠(d) |
| 164479 - | 2006 FT15           | 23 martie 2006    | Kitt Peak          | Spacewatch             |
| 164480 - | 2006 FZ21           | 24 martie 2006    | Mount Lemmon       | Mount Lemmon Survey⁠(d) |
| 164481 - | 2006 FN23           | 24 martie 2006    | Kitt Peak          | Spacewatch             |
| 164482 - | 2006 FG24           | 24 martie 2006    | Kitt Peak          | Spacewatch             |
| 164483 - | 2006 FV26           | 24 martie 2006    | Socorro            | LINEAR                 |
| 164484 - | 2006 FO31           | 25 martie 2006    | Kitt Peak          | Spacewatch             |
| 164485 - | 2006 FV32           | 25 martie 2006    | Kitt Peak          | Spacewatch             |
| 164486 - | 2006 FR34           | 25 martie 2006    | Palomar            | NEAT                   |
| 164487 - | 2006 FB35           | 23 martie 2006    | Catalina           | CSS                    |
| 164488 - | 2006 FP40           | 26 martie 2006    | Kitt Peak          | Spacewatch             |
| 164489 - | 2006 FR41           | 26 martie 2006    | Mount Lemmon       | Mount Lemmon Survey⁠(d) |
| 164490 - | 2006 FD45           | 24 martie 2006    | Mount Lemmon       | Mount Lemmon Survey    |
| 164491 - | 2006 FB46           | 25 martie 2006    | Palomar            | NEAT                   |
| 164492 - | 2006 FS49           | 25 martie 2006    | Catalina           | CSS                    |
| 164493 - | 2006 FF50           | 23 martie 2006    | Catalina           | CSS                    |
| 164494 - | 2006 FY52           | 26 martie 2006    | Mount Lemmon       | Mount Lemmon Survey⁠(d) |
| 164495 - | 2006 FG53           | 25 martie 2006    | Kitt Peak          | Spacewatch             |
| 164496 - | 2006 GD14           | 2 aprilie 2006    | Kitt Peak          | Spacewatch             |
| 164497 - | 2006 GR27           | 2 aprilie 2006    | Kitt Peak          | Spacewatch             |
| 164498 - | 2006 GP29           | 2 aprilie 2006    | Kitt Peak          | Spacewatch             |
| 164499 - | 2006 GO34           | 7 aprilie 2006    | Catalina           | CSS                    |
| 164500 - | 2006 GZ34           | 7 aprilie 2006    | Kitt Peak          | Spacewatch             |